# Kalvholm (Jurmo, Brändö, Åland)
Kalvholm är en ö i Åland (Finland). Den ligger i Skärgårdshavet och i kommunen Brändö i landskapet Åland, i den sydvästra delen av landet. Ön ligger omkring 76 kilometer nordöst om Mariehamn och omkring 220 kilometer väster om Helsingfors.
Öns area är 28,7 hektar och dess största längd är 0,9 kilometer i sydväst-nordöstlig riktning. Ön höjer sig omkring 10 meter över havsytan.